# Văn hóa Andronovo

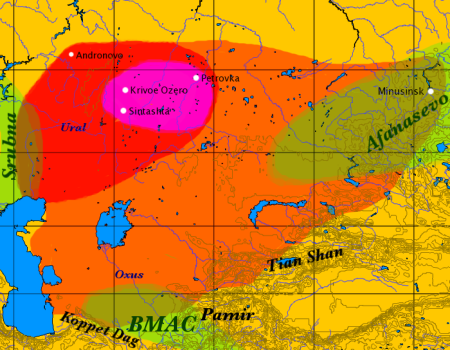
Sự phân bố của văn hóa Andronovo. Mày đỏ sẫm là hệ tầng Sintashta-Petrovka-Arkaim. Màu tím là các nơi mai táng, trong đó phát hiện các cỗ xe gia súc kéo với nan hoa tại các bánh. Màu xanh lục là các văn hóa cận kề (văn hóa Afanasevo, văn hóa Srubna, văn hóa Bactria-Margiana).

Văn hóa Andronovo là tên gọi chung của một nhóm các văn hóa khảo cổ gần gũi thuộc thời đại đồ đồng, diễn ra trong khoảng từ 2300 tới 1000 TCN tại Tây Siberi, phía tây của Trung Á, Nam Ural. Tên gọi có nguồn gốc từ làng Andronovo () gần Achinsk, nơi vào năm 1914 lần đầu tiên người ta phát hiện được các mộ táng thuộc văn hóa này.
Văn hóa Andronovo được nhà khảo cổ học Nga Sergey Aleksandrovich Teploukhov xác định năm 1927. Các nghiên cứu cũng được nhà khảo cổ Konstantin Vladimirovich Salnikov thực hiện và năm 1948 ông đã đề xuất phân loại đầu tiên cho các di chỉ của văn hóa này. Ông chia văn hóa này thành 3 giai đoạn là: Fedorovo, Alakul và Zamaraev.
Ngày nay trong thành phần của văn hóa Andronovo người ta chia ra là ít nhất 4 văn hóa có quan hệ họ hàng:
- Sintashta-Petrovka-Arkaim (Nam Ural, bắc Kazakhstan, 2200-1600 TCN,
  - Khu dân cư được tăng cường gia cố Sintashta ở tỉnh Chelyabinsk, có niên đại 1800 TCN;
  - Khu dân cư Arkaim, cũng trong tỉnh Chelyabinsk, có niên đại 1700 TCN;
- Alakul (2100-1400 TCN), trong khu vực giữa các sông Amu Darya và Syr Darya, sa mạc Kyzyl Kum;
  - Alekseyevka (1300-1100 TCN) ở miền đông Kazakhstan, có tiếp xúc với Namazga-Tepe VI tại Turkmenistan.
  - Thung lũng Ingal ở miền nam tỉnh Tyumen, trong đó các di chỉ của các văn hóa Alakul, Fedorovo và Sargat xen kẽ lẫn nhau[2][3].
- Fedorovo (1500-1300 TCN) ở Nam Siberi (lần đầu tiên bắt gặp sự hỏa táng và thờ cúng lửa)[4];
  - Beshkent-Bakhsh (Tajikistan), 1000-800 TCN.

## Phổ biến
Văn hóa Andronovo phát triển trên cơ sở văn hóa Yamna. Sự phổ biến của văn hóa Andronovo diễn ra không đồng đều. Ở phía tây nó tiến tới khu vực sông Ural và sông Volga, nơi có sự tiếp xúc với văn hóa Srubna. Ở phía đông văn hóa Andronovo phổ biến tới khu vực bồn địa Minusinsk, một phần chồng lên vùng lãnh thổ của văn hóa Afanasevo có sớm hơn. Ở phía nam một số di chỉ riêng rẽ được phát hiện tại khu vực sơn hệ Kopetdag (Turkmenistan), Pamir (Tajikistan) và Thiên Sơn (Kyrgyzstan) - trong khu vực cư trú của các bộ lạc Dravida. Ranh giới phía bắc của văn hóa Andronovo trùng với ranh giới khu vực rừng taiga. Trong lưu vực sông Volga thì ảnh hưởng rõ nét của văn hóa Srubna được cảm nhận thấy. Kiểu đồ gốm của văn hóa Fedorovo được phát hiện trong khu vực Volgograd.

## Lối sống
Nhà ở là dạng nhà nửa chìm trong đất với mái bằng đất và các túp lều bằng gỗ tròn trên mặt đất. Một vài điểm dân cư (chẳng hạn các điểm dân cư trong khu vực Petrovka và Bogolyubovo) được bao quanh bằng hào rãnh và các ụ đất bảo vệ, với đất để dắp lấy từ việc đào hào rãnh. Trên đỉnh các ụ đất người ta dựng lên hàng rào bằng gỗ. Để có lối đi vào bên trong người ta bắc các thanh ngang qua hào, còn tại các ụ đất thì người ta làm cổng để cho xe đi vào.
Người ta chôn cất người chết trong các lỗ (hiếm khi sâu tới 3 m) có ụ đá đắp lên, đôi khi được bao quanh bằng hàng rào tròn làm từ các phiến đá. Cũng bắt gặp các mộ táng với gỗ dùng ốp mặt. Người chết được đặt trong tư thế nằm nghiêng, hai tay đặt trước mặt, chủ yếu đặt theo hướng tây nam-đông bắc. Trong các ngôi mộ người ta tìm thấy các mũi tên bằng đá phiến silic, công cụ và vũ khí bằng đồng thiếc, đồ trang sức, đồ gốm, cũng như xương cừu, bò, ngựa.
Các loại gia súc chính là ngựa và bò, cũng như cừu, dê đã thuần hóa. Tồn tại việc canh tác nông nghiệp nguyên thủy.
Người của văn hóa Andronovo có kỹ năng luyện kim. Họ khai thác các mỏ quặng đồng trong khu vực dãy núi Altay, cũng như tại Kazakhstan.

## Văn hóa Andronovo và người Ấn-Iran

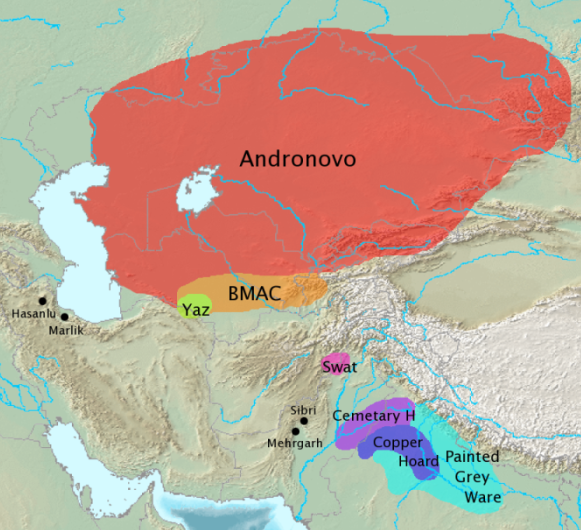
Các văn hóa khảo cổ, thường gắn với sự di cư của người Ấn-Iran (theo Encyclopedia of Indo-European Cultures). Gắn liền thường xuyên hơn cả với các bộ tộc này là văn hóa Andronovo, Margiana và văn hóa Yaz. Các văn hóa Mộ địa H, Kho đồng, Gandhara (Swāt) và Gốm sơn xám thường được coi là hậu duệ của các văn hóa Tiền Ấn-Âu địa phương.

Văn hóa Andronovo, theo quy tắc, ứng với người Ấn-Iran thời kỳ đầu. Nó cũng gắn liền với sự phát minh ra các bánh xe với nan hoa cho xe được gia súc kéo vào khoảng 2000 TCN.
Di chỉ khảo cổ Sintashta được phát hiện tại thượng nguồn sông Ural. Các ngôi mộ nằm trong các gò mộ và bao gồm (đầy đủ hay một phần) di cốt gia súc (ngựa, chó). Trong các ngôi mộ người ta cũng phát hiện các xe do gia súc kéo. Sintashta được coi là di chỉ Tiền Ấn-Iran đầu tiên, và được những người, dường như là nói thứ tiếng Tiền Ấn-Iran, tạo ra. Cũng tồn tại các di chỉ tương tự trên vùng thảo nguyên Ural-Volga. Người ta đã tái tạo 2 kiểu cỗ xe: các xe tải nặng với bánh xe nguyên khối và các xe nhẹ một trục có bánh với nan hoa.
Một loạt các nhà khoa học phủ nhận việc cho rằng văn hóa Andronovo có các đặc điểm chung Ấn-Iran. Người ta đưa ra các lý lẽ sau:
- Trong vùng thảo nguyên phía nam sông Amu Darya hoàn toàn thiếu vắng các mộ táng đặc trưng cho văn hóa Andronovo với việc sử dụng lớp ốp mặt bằng gỗ[10].
- Klejn (1974) và Brentjes (1981) lưu ý rằng văn hóa Andronovo là quá muộn, để có thể là khởi đầu cho sự phổ biến của người Arya có sử dụng xe gia súc kéo tới Mitanni vào khoảng thế kỷ 15-16 TCN. Từ phía khác, Anthony và Vinogradov (1995) [1] lại xác định niên đại các xe do gia súc kéo trong mộ táng ở khu vực hồ Kryvoe (tỉnh Chelyabinsk) là khoảng 2000 TCN.
- Mallory[5][8] (được trích dẫn trong Bryant, 2001, trang 216[11]) chỉ ra sự phức tạp cao của sự mở rộng từ Andronovo tới miền bắc Ấn Độ và rằng các cố gắng kết nối người Ấn-Arya tới các di chỉ của các văn hóa Beshkent và Vakhsh "chỉ đưa người Ấn-Iran tới Trung Á, nhưng không xa tới chỗ của người Media, Ba Tư hay Ấn-Arya".

Một giả thuyết khác về ngôn ngữ của văn hóa Andronovo có thể là tiếng Burushaski (hiện nay được nói tại Kasmir) hay tiếng Ĥapirti (ʕelamitic), thời cổ đại được nói tại Ĥuzistan.

## Các văn hóa kế tiếp
Văn hóa Sintashta-Petrovka được thay đổi bằng văn hóa Fedorovo (1400-1200 TCN) và văn hóa Alekseyevka (1200-1000 TCN), cũng được coi là thuộc về tầng văn hóa Andronovo.
Tại Nam Siberi và Kazakhstan văn hóa Andronovo dần dần bị thay thế bằng văn hóa Karasuk (1500-800 TCN), đôi khi được coi là của người không phải Ấn-Âu, đôi khi được coi là của người Tiền Iran. Tại biên giới phía tây văn hóa Andronovo bị thay thế bằng văn hóa Srubna, mà đối với nó thì văn hóa Abashevo cũng có ảnh hưởng nhất định.
Cư dân lịch sử đầu tiên của vùng lãnh thổ này là người Cimmeria và người Saka/người Scythia, được đề cập tới trong các biên niên sử Assyria sau sự suy thoái của văn hóa Alekseyevka. Trong thế kỷ 9 TCN các bộ lạc này bắt đầu di cư vào vùng lãnh thổ ngày nay là Ukraina (xem thêm Ngẫu tượng Ukraina), trong cuối thế kỷ 8 TCN đã vượt qua Kavkaz và tiến tới Anatolia và Assyria. Họ cũng có thể cũng di cư về phía tây như là người Thracia (một tộc người cũng có thể có nguồn gốc Cimmeria) và người Sigynnae, được Herodotus cho là sinh sống vượt qua hữu ngạn phần hạ du sông Donau, ở phía bắc vùng lãnh thổ của người Thracia và bởi Strabo là gần biển Caspi. Herodotus cùng Strabo cũng ghi chép rằng các bộ lạc này có nguồn gốc Iran.